# Un mystère
Un mystère est une collection de littérature policière créée en 1949 par Sven Nielsen pour le compte des Presses de la Cité.
Avec plus de mille titres publiés, c’est historiquement la troisième collection française de littérature policière aux côtés du Masque et de la Série noire. « Presque aussi mythique » que cette dernière, la collection offre un large panorama de la littérature policière, touchant tous les genres depuis le roman noir jusqu'au whodunit, en passant par le roman d'espionnage et le roman policier humoristique.

## Historique

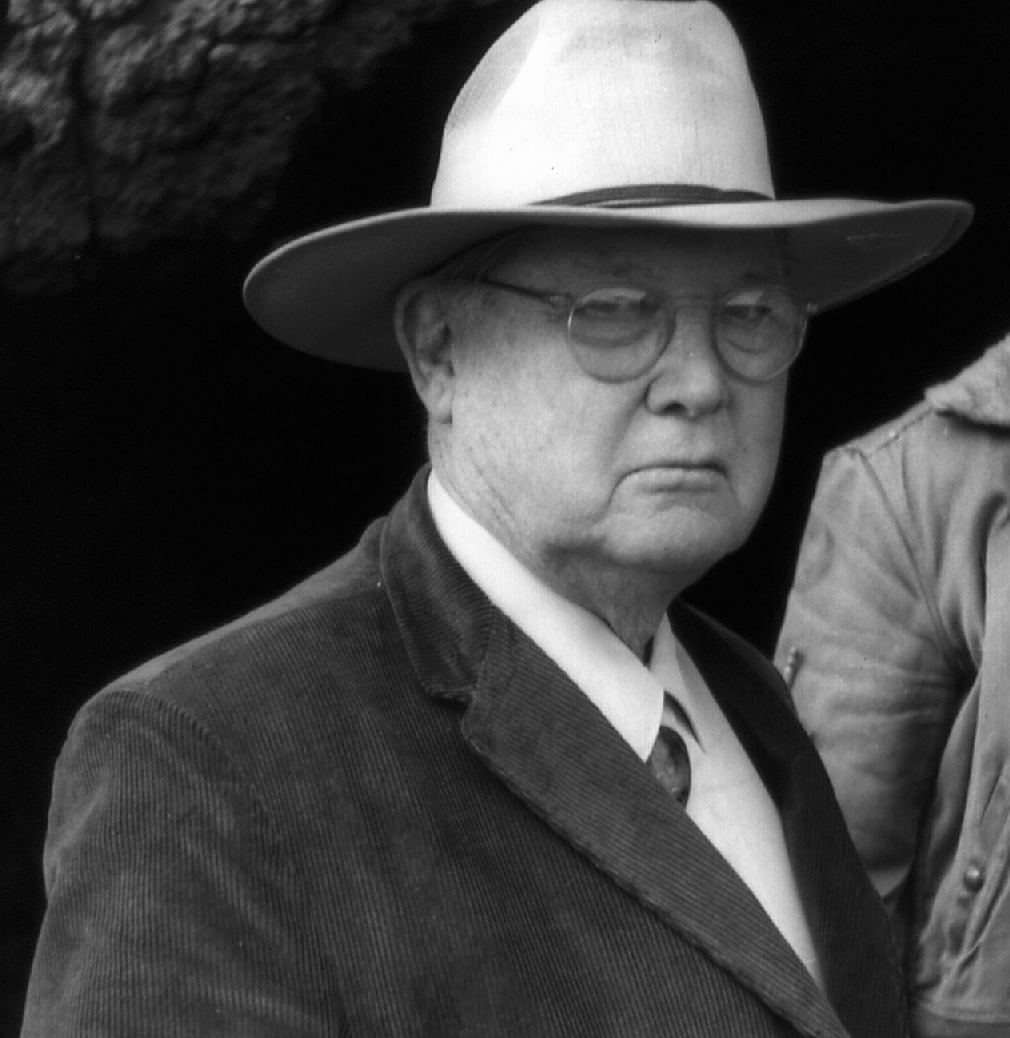
Erle Stanley Gardner, l'auteur le plus publié dans la collection avec, principalement, les enquêtes de l'avocat Perry Mason.

À partir de 1945, les Presses de la Cité publient des romans de littérature policière avec deux petites collections, Cosmopolis et Puzzle, qui n’eurent pas un grand succès, et d’autres titres hors collection. Certains de ses titres comme Duel dans l'ombre de Peter Cheyney ou d'autres de Ngaio Marsh ou Mickey Spillane furent repris dans l'une des trois séries Un mystère.
Dans la même période, elles publient sous le label Un mystère neuf romans numérotés en chiffres romains. Le véritable lancement de la collection a lieu en 1949. Selon Maurice-Bernard Endrèbe, le nom de la collection est choisi par référence à l’édition américaine d’un roman de Patrick Quentin sur lequel figurait la mention A Mystery ! . Le logo choisi par Nielsen est un petit éléphant assis tenant dans ses pattes un livre. La collection offre un large éventail de fictions policières : elle touche le roman noir (Bill Ballinger, Raymond Chandler, Ross Macdonald, Mickey Spillane) et le whodunit (Mignon G. Eberhart, Erle Stanley Gardner, Ellery Queen, Patrick Quentin), mais propose également des thrillers (William Irish, Ursula Curtiss, Margaret Millar), des romans de procédure policière (Ed McBain), des récits policiers humoristiques (A.A. Fair) et des romans d'espionnage (Jean Bruce, Len Deighton).

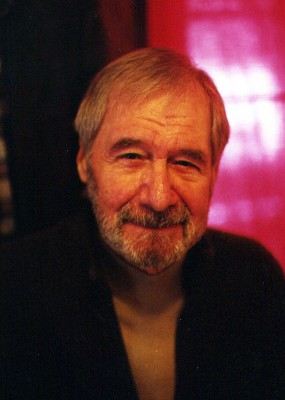
Plusieurs enquêtes du 87e District signées Ed McBain sont parues pour la première fois dans Un mystère.

Sur plusieurs couvertures, une pastille ou un bandeau annonce le genre propre au roman : noir, espionnage, thriller. Parmi les auteurs de la collection, on recense plusieurs auteurs français : Paul Gerrard, Fred Kassak, Michel Lebrun, S.A. Steeman. Erle Stanley Gardner avec cent onze titres, dont dix-huit sous son pseudonyme A.A. Fair, est l'auteur le plus publié dans la collection.
La collection a connu trois séries. La première (1949-1966) compte sept cent soixante-neuf titres, sans que les numéros 647 et 766 paraissent. La deuxième, qui débute dès la fin de la première, comporte cent un titres. La troisième comprend cent cinquante-cinq titres publiés de 1969 à 1973 avec un saut de numéro après le 64 et une reprise de 101 à 191. Les deuxième et troisième séries sont rebaptisées Mystère et contiennent de nombreuses rééditions de la première série.
À noter que le roman d'Auguste Le Breton, Du rififi chez les femmes est publié, en 1957, en deux parties avec les numéros 345 et 345 bis et avec une présentation particulière (pas d'illustration sur la couverture et une photo pleine page de l'auteur au dos du livre).
Après ces trois séries, Les Presses de la Cité publient deux autres collections. Tout d’abord, la collection Punch avec deux séries, puis la collection Les Classiques du roman policier.
Si la concurrence existe avec la Série noire, François Guérif constate « que la collection Un mystère est une collection sœur et complémentaire de la Série noire ». D'ailleurs, les deux collections ont une soixantaine d’auteurs communs. On observe également plusieurs auteurs communs entre Un mystère et Le Masque. Pour François Guérif : « Entre romans d'énigmes et romans noirs, Un mystère établit un pont entre les deux grandes collections qui l'ont précédée historiquement : Le Masque et la Série noire ».
À la différence des couvertures de la Série Noire et du Masque d'alors, les couvertures de la première série, souvent reprises des éditions américaines en paperback ou inspirés des pulps, offre au lecteur une première de couverture illustré par un dessin qui représentent souvent de belles femmes peu vêtues, parfois attachées ou assassinées, parfois dans des poses suggestives, ou des flingues illustrés en gros plan ou occupant une grande place, ou encore, elles réunissent femmes et flingues, même si très souvent en décalage complet avec le contenu du roman. Les illustrations s'avèrent ainsi très largement aguicheuses et racoleuses : elles laissent suggèrer que sexe et violence sont les ingrédients des récits publiés, ce qui est loin d'être toujours le cas.
Nombreux titres relevant du roman d'espionnage ont été réédités dans les collections Espionnage et Espiorama des Presses de la Cité.

## AprèsUn mystère,PunchetLes Classiques du roman policier
En 1973, la collection disparaît au profit de la collection Punch qui connaît deux séries. La diffusion se fait essentiellement en grandes surfaces. La qualité des impressions laisse à désirer. Ornée de photographies de modèles féminins plus ou moins dénudés, la première série, qui compte vingt-sept volumes, est la continuité d’Un mystère et arrête ses parutions dès 1974. Lancée en 1976, la seconde, avec des illustrations en couverture, réédite plusieurs titres provenant de la collection Nuit Blanche, parue aux Éditions Plon dans les années 1960, ainsi que de multiples rééditions d’Un mystère et de la première série Punch. Les cent quarante-quatre volumes de la série paraissent en vagues successives sur une année.
François Guérif caractérise Punch comme « une grande braderie » et le Dictionnaire des littératures policières qualifie la publication de « joyeux désordre ». La collection cesse de paraître en 1977.
En 1979, Maurice-Bernard Endrèbe et Michel Lebrun relancent pour les Presses de la Cité une nouvelle collection Les Classiques du roman policier. Trente-six rééditions de la collection Un mystère paraissent de 1979 à 1983 en deux périodes distinctes. La première de 1979 à 1980 jusqu'au numéro 20, avec une reproduction des couvertures originales en couleurs, sur la quatrième de couverture, puis de 1982 à 1983 sur le premier plat, pour les seize titres suivants.

## Sources
- Claude Mesplède (dir.), Dictionnaire des littératures policières, vol. 2 : J - Z, Nantes, Joseph K, coll. « Temps noir », 2007, 1086 p. (ISBN 978-2-910-68645-1, OCLC 315873361), p. 919-920.
- Polar, revue trimestrielle numéros 5 à 10